# Hoplandrothrips williamsianus
Hoplandrothrips williamsianus är en insektsart som beskrevs av Hermann Priesner 1923. Hoplandrothrips williamsianus ingår i släktet Hoplandrothrips, och familjen rörtripsar. Arten är reproducerande i Sverige.